# Leucocelis latefasciata
Leucocelis latefasciata är en skalbaggsart som beskrevs av Ernst Gustav Kraatz 1899. Leucocelis latefasciata ingår i släktet Leucocelis och familjen Cetoniidae. Inga underarter finns listade i Catalogue of Life.